# ATC代码 (V10)
ATC代码V10（治疗性放射性药物）是解剖学治疗学及化学分类系统的一个药物分组，这是由世界卫生组织药物统计方法整合中心所制定的药品及其它医用产品的官方分类系统。分组V10是V其它的一部分。
兽用代码（ATCvet码）可以在人用ATC代码前加Q字母：QV10等。
国家ATC分类可能包括列表中没有的其它分类，列表为世界卫生组织（WHO）版本。

## V10A抗炎药（Anti-inflammatory agents）

### V10AA 钇(90Y)化合物类（Yttrium (90Y) compounds）
V10AA01 枸橼酸钇(90Y)胶体（Yttrium (90Y) citrate colloid）
V10AA02 氢氧化铁钇(90Y)胶体（Yttrium (90Y) ferrihydroxide colloid）
V10AA03 硅酸钇(90Y)胶体（Yttrium (90Y) silicate colloid）

### V10AX 其它抗炎的放射性治疗药物（Other anti-inflammatory therapeutic radiopharmaceuticals）
V10AX01 磷酸铬(32P)胶体（Phosphorus(32P) chromicphosphate colloid）
V10AX02 羟磷灰石钐(153Sm)胶体（Samarium (153Sm) hydroxyapatite colloid）
V10AX03 胶体镝(165Dy)（Dysprosium (165Dy) colloid）
V10AX04 枸橼酸铒(169Er)胶体（Erbium (169Er) citrate colloid）
V10AX05 硫化铼(186Re)胶体（Rhenium (186Re) sulfide colloid）
V10AX06 胶体金(198Au)（Gold (198Au) colloidal）

## V10B 缓解疼痛(骨探查剂)（Pain palliation (bone seeking agents)）

### V10BX 缓解疼痛的放射性药物（Various pain palliation radiopharmaceuticals）
V10BX01 氯化锶(89Sr)（Strontium(89Sr) chloride）
V10BX02 来昔屈南钐(153Sm)（Samarium (153Sm) lexidronam）
V10BX03 依替膦酸铼(186Re)（Rhenium (186Re) etidronic acid）

## V10X 其它治疗用放射性药物（Other therapeutic radiopharmaceuticals）

### V10XA Iodine 碘(131I)化合物类（(131I) compounds）
V10XA01 碘化钠(131I)（Sodium iodide (131I)）
V10XA02 碘苄胍(131I)（Iobenguane (131I)）
V10XA53 托西莫单抗/托西莫单抗碘(131I)（Tositumomab/iodine (131I) tositumomab）

### V10XX 各种治疗用放射性药物（Various therapeutic radiopharmaceuticals）
V10XX01 磷酸钠(32P)（Sodium phosphate (32P)）
V10XX02 替依莫单抗(90Y)（Ibritumomab tiuxetan (90Y)）